# Évrehailles
Évrehailles is een plaats en deelgemeente van de Belgische gemeente Yvoir.
Évrehailles ligt in de provincie Namen en was tot de aanhechting bij Yvoir in 1965 een zelfstandige gemeente.

## Demografische ontwikkeling
- Bronnen:NIS, Opm:1831 tot en met 1961=volkstellingen

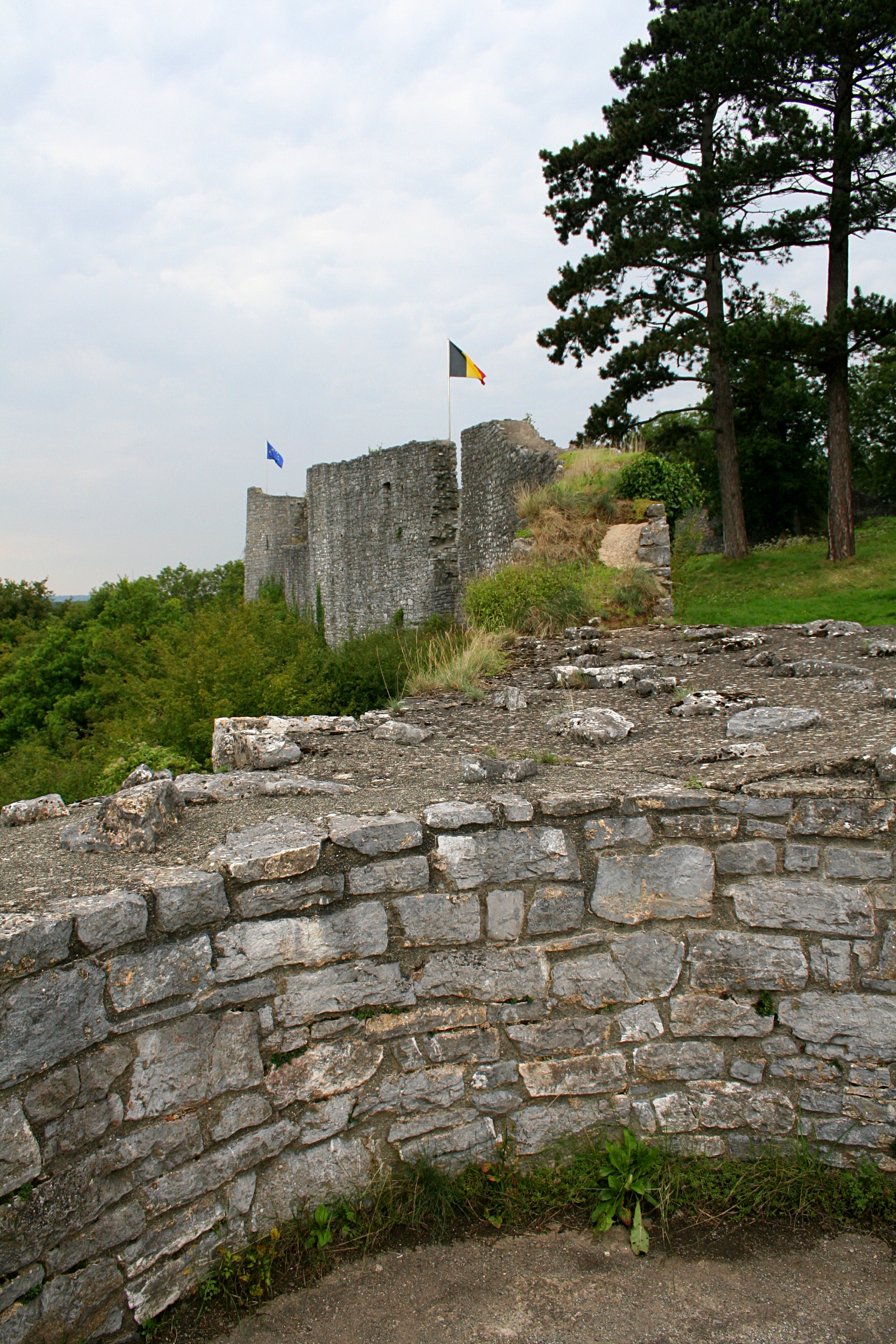
Kasteel Poilvache.

Deelgemeenten: Dorinne · Durnal · Évrehailles · Godinne · Houx · Mont · Purnode · Spontin · Yvoir

Overige kernen: Bauche · Chansin · Herbefays

Belgische gemeenten · arrondissement Dinant · provincie Namen · Wallonië